# Agathe Auproux
Agathe Auproux, née le 17 octobre 1991 à Guéret, est une journaliste et chroniqueuse de télévision française.
Elle est principalement connue pour sa participation à l'émission Touche pas à mon poste ! de 2017 à 2019.

## Biographie

### Jeunesse et études
Agathe Auproux naît et grandit dans la ville de Guéret (Creuse), où son père est buraliste. Sa mère, d'origine vietnamienne, est professeure de français dans son collège,,.  Elle lui a transmis l’amour des lettres. Malgré le divorce de ses parents, elle vit, selon ses propres termes, « une enfance très heureuse, sans crise d’adolescence ». 
Après un baccalauréat ES au lycée Pierre-Bourdan, elle s'installe à Toulouse pour poursuivre ses études à l’université du  Mirail où elle entame une licence LLCE Anglais, qu'elle complète dans le même temps par un bachelor de marketing et communication internationale à l'ISEG. Lors de l'été 2013, elle réalise son stage de fin de licence au sein de la rédaction des Inrockuptibles. Elle y reste un peu plus de trois mois et décide de s'installer à Paris pour poursuivre ses études dans le journalisme. « Ce stage m’a éblouie. Je me suis dit que je ne pouvais ni retourner à Toulouse ni à Guéret, qu’il fallait que je reste ici, c’était là où j’aurais le plus de chance pour ma carrière », raconte-t-elle à propos de cette première expérience au sein du magazine rock’n’branché. 
Elle intègre alors le CFPJ de Paris, et passe deux ans en contrat de professionnalisation à Livres-Hebdo, journal destiné aux professionnels de l’édition. En parallèle, elle nourrit sa passion pour le foot et la communique via ses réseaux sociaux au milieu de ses messages sur la culture et l’actualité.

### Vie privée
Fin octobre 2024, Agathe Auproux a annoncé sur Instagram qu'elle allait se marier,avec son compagnon Maxence Picardet un rugbyman.

### Presse écrite et télévision
À la fin de ses études, diplômée du CFPJ, Agathe Auproux est engagée à la rentrée 2016 aux Inrockuptibles où elle a débuté, et par Canal+, où elle va faire ses premiers débuts à la télévision chaque vendredi sur Canal+ Sport dans l'émission 19H30 Sport. Elle sera responsable de la chronique Culture Foot. Aux Inrocks, elle signe plusieurs papiers dans les pages médias du magazine et apparaît alors en février 2017 sur le plateau de Touche pas à mon poste ! sur C8 en tant qu'experte médias,,.
Agathe Auproux a travaillé dans plusieurs journaux et revues de presse dont : Livres Hebdo, Les Inrockuptibles, Madame Figaro et Paulette Magazine,,. En 2017, La Parisienne, supplément mensuel du Parisien annonce que la journaliste « a rejoint [son] squad ».
Elle quitte les Inrockuptibles après le refus du magazine, dit-elle, d'un reportage sur Cyril Hanouna. David Doucet, son rédacteur en chef aux Inrocks, justifie ce départ en déclarant : « Je dirais qu'elle déteste l'injustice. Elle n'appréciait pas le traitement éditorial des Inrocks vis-à-vis d'Hanouna. En ce sens, elle est allée au bout de sa logique en partant chez lui ». Elle rejoint définitivement la bande de chroniqueurs de Touche pas à mon poste ! pour la saison 2017-2018.  
En 2017, la jeune journaliste fait partie des 17 personnalités sportives ou médiatiques repérées en mars par le ministère des Sports pour devenir l’une des « Égéries du sport féminin », ambassadeur ou ambassadrice d’un club ou d’une sportive pour en faire la promotion, l’aider à développer sa notoriété, son image et celle de son sport. 
En septembre 2018, elle quitte Touche pas à mon poste ! au bout d'une seule saison pour rejoindre la nouvelle hebdomadaire Balance ton post ! sur la même chaîne.
En septembre 2019, elle revient dans Touche pas à mon poste !  tout en continuant Balance ton post !.
Le 4 décembre 2019, elle annonce sur Instagram arrêter sa collaboration avec H2O Productions (société de production de Cyril Hanouna) pour se consacrer à de nouveaux projets. Elle quitte donc Touche pas à mon poste ! et Balance ton post !.
En septembre 2020, elle fait son retour dans l'émission Balance ton post !.
Depuis 2021, elle présente Un jeune, 1 solution sur C8 qui aide les jeunes dans leur recherche d'emploi.
En 2022, elle présente Ouvert à tous, sur C8.

### Polémiques
En juin 2017, elle fait l'objet d'une polémique à cause d'anciens messages postés sur son compte Twitter et jugés homophobes, racistes et antisémites par certains internautes, ainsi que pour une photo d'elle dénudée pour le magazine Le Tag parfait. Elle répond aux attaques, se défendant de toute opinion raciste ou homophobe, et déplore le lynchage et les réactions provoquées par ces tweets,.

### Maladie
Le 11 mars 2019, Agathe Auproux annonce être atteinte d'un lymphome hodgkinien. Elle annonce la rémission complète de son cancer le 25 juin 2019 et publie un livre cette même année décrivant sa vie pendant son traitement.

## Émissions de télévision
- 2016-2017 : 19H30 Sport sur Canal+ Sport, chronique intitulée « Culture foot »[2],[4].
- 2017 :  Fort Boyard sur France 2 : candidate
- 2017-2018 :19H30 PM sur Canal+ Sport
- 2017-2019 : Touche pas à mon poste ! sur C8
- 2018 : Temps mort sur OKLM TV
- 2018-2020 : Balance ton post ! sur C8
- 2021 : Un jeune, 1 solution sur C8
- 2022 : Ouvert à tous, sur C8

## Musique
En 2017, elle interprète Pourquoi avec le rappeur Alrima et Déborah Tordjman, membre de la production de TPMP. Le clip sort en 2018.

## Discographie

### Singles
- 2017 : Pourquoi ft. Alrima et Déborah Tordjman
- 2017 : Hanouna Oulala

## Ouvrages
- Agathe Auproux, Tout va bien, Albin Michel, 2019  (ISBN 9782226445261).